# Michael McKevitt
Michael „Mickey“ McKevitt (* 4. September 1949 in Dundalk, County Louth, Irland; † 2. Januar 2021 in Dublin) war ein General-Quartiermeister und Exekutive-Mitglied der Provisional IRA sowie Gründer und Stabschef der abgespaltenen Splittergruppe Real IRA.

## Leben

### Anfänge und Aufstieg in der Provisional IRA
Michael McKevitt trat in den frühen 1970er-Jahren in die Provisional IRA ein. Aufgrund seines strategischen und organisatorischen Talents stieg er rasch zum Quartiermeister des Nordkommandos und Anfang der 1980er-Jahre zum General-Quartiermeister der Provisionals auf. Als solcher soll er eineinhalb Jahrzehnte die Kontrolle über die Waffenverstecke der Organisation besessen sowie die Verbringung von Waffen, Sprengmitteln und Munition über die innerirische Grenze organisiert haben. Seine Heirat mit der Schwester des legendären IRA-Mitglieds Bobby Sands festigte seine Stellung innerhalb der Organisation. Darüber hinaus war er eines der zwölf Mitglieder der IRA-Exekutive, die zusammen mit dem Militärrat unter Gerry Adams und Martin McGuinness die Führungsebene der Provisional IRA bildete.
Laut Informanten und weiteren Aussagen soll er in führender Position unter anderem am Kingsmill-Massaker 1976 und dem Anschlag von Warrenpoint 1979 mit insgesamt 28 Toten sowie an der Einschiffung von Waffen und Sprengstoff aus Libyen beteiligt gewesen sein.

### Unstimmigkeiten in der Führung und Abspaltung der Real IRA
Nach der Erklärung eines Waffenstillstandes im Juli 1997 kam es innerhalb der Führungsebene der Provisionals zu Unstimmigkeiten zwischen dem Militärrat und der Exekutive. Während der Militärrat den britisch-irischen Mitchell Principles über die Beteiligung an Gesprächen über die Zukunft der Region zustimmte, lehnte die Exekutive unter ihrem Sprecher Michael McKevitt den Vorschlag als unvereinbar mit den Grundsätzen der IRA ab. 
Im Oktober 1997 kam es im irischen County Donegal zu einer erneuten General Army Convention, bei der Gerry Adams den Großteil der Führung für den Friedensprozess gewinnen konnte. Daraufhin spaltete sich Michael McKevitt von der Organisation ab und gründete mit weiteren Traditionalisten die Real IRA, welche nach unterschiedlichen Angaben zwischen 30 und 200 Personen umfasst haben soll und auf einen großen Teil der Waffenbestände der Provisionals zurückgreifen konnte. Anschließend bündelte die Real IRA ihre Ressourcen mit den republikanischen Verbänden Continuity IRA und INLA, welche den Friedensprozess ebenfalls ablehnten. Den politischen Arm der Real IRA leitete McKevitts Ehefrau. 
Bis Sommer 1998 versuchten die drei Organisationen den Friedensprozess durch fortwährende Gewaltakte zu unterminieren. Auf das Konto der Real IRA sollen mehrere Mörserangriffe auf Kasernen der Sicherheitskräfte sowie acht Autobombenanschläge in den nordirischen Countys Down, Armagh und Tyrone gegangen sein. Vor sämtlichen Autobombenanschlägen wurden telefonische Warnungen abgegeben, um nur materielle Ziele und keine Zivilisten zu treffen. Beim Autobombenanschlag von Omagh im August 1998, rund vier Monate nach Unterzeichnung des Karfreitagsabkommens zur Beendigung des Nordirlandkonflikts, kam es trotz Warnung und eingeleiteter Evakuierung zum Tod von 29 Zivilisten und zwei ungeborenen Babys. Mehr als 200 Menschen wurden verletzt. Es handelte sich um den opferreichsten Einzelanschlag des Nordirlandkonflikts und rief große Empörung und Ablehnung in der Öffentlichkeit sowie bei sämtlichen Konfliktparteien hervor.

### Verhaftung, Verurteilung und Zivilrechtsprozess
Die Autobombe von Omagh beschleunigte in der Folge den Friedensprozess in Nordirland. Erst drei Tage nach dem Ereignis bekannte sich die Real IRA zu dem Anschlag und bedauerte den Verlust von Menschenleben, gab den Sicherheitsbehörden jedoch eine Mitschuld an den vielen Opfern. Die INLA verkündete am 22. August und die Real IRA am 7. September einen Waffenstillstand.
Michael McKevitt wurde im März 2001 verhaftet und als erster irischer Staatsbürger nach dem neuen Antiterrorgesetz angeklagt, welches als Reaktion auf den Omagh-Anschlag verabschiedet worden war. Im August 2003 wurde er vom Sondergerichtshof in Irland wegen Mitgliedschaft in einer kriminellen Organisation und Führens von Terrorismus zu einer Gesamtfreiheitsstrafe von 20 Jahren verurteilt. Wichtige Aussagen waren von einem Informanten gekommen, der die Real IRA im Auftrag des MI5 und FBI infiltriert hatte.
Er verbüßte seine Strafe im irischen Hochsicherheitsgefängnis Portlaoise Prison. Während der Haft erkrankte er an Krebs und wurde 2015 operiert. Zu Ostern 2016 wurde er entlassen. 
Erstmals wurde mit der Real IRA eine Terrororganisation in einem Zivilrechtsprozess für haftbar befunden. Dadurch konnten Mitglieder dieser Organisation zu Schadensersatzzahlungen verurteilt werden. Im Juni 2009 wurde McKevitt mit drei weiteren Beschuldigten zu Schadensersatzzahlungen in der Höhe von 1,6 Millionen £ verurteilt. Seine langjährigen Anfechtungen des Urteils scheiterten, zuletzt im September 2016 am Europäischen Gerichtshof.

## Tod
Michael McKevitt starb am 2. Januar 2021 im Alter von 71 Jahren an den Folgen seiner Krebserkrankung. Er lebte zuletzt in Blackrock, südlich von Dundalk und hinterließ seine Ehefrau, zwei Söhne und drei Töchter. Der Trauergottesdienst fand in der St Furseys Church in Haggardstown bei Dundalk statt.